# Live Tracks
Live Tracks est un EP live du groupe punk rock américain Green Day, sorti en 1995.

## Liste des chansons
1. Welcome to Paradise
2. One of My Lies
3. Chump
4. Longview
5. Burnout
6. 2000 Light Years Away

Les chansons ont été enregistrées le 11 mars 1994 au Jannus Landing, à St. Petersburg, en Floride.